# Cañada de los pájaros
La Cañada de los Pájaros es un humedal situado en la provincia de Sevilla, junto al Espacio Natural de Doñana, creado en 1986 sobre una gravera abandonada.
El terreno, convertido en humedal concentra un número importante de especies de aves, como lugar de invernada y de nidificación.
El espacio fue declarado Reserva Natural Concertada de la Consejería de Medio Ambiente en 1991 y actualmente está incluida en la Red de Espacios Naturales de Andalucía, en el Inventario de Zonas Húmedas de Andalucía y en el Plan Andaluz de Humedales. 

## Actividades

### Cría en cautividad
Desarrolla varios programas de cría en cautividad de especies autóctonas para su liberación al medio natural:
- Focha cornuda (Fulica cristata) LC
- Cerceta pardilla (Marmaronetta angustirostris) VU
- Gaviota picofina (Larus genei) LC
- Malvasía (Oxyura leucocephala) EN
- Garcilla cangrejera (Ardeola ralloides) LC
- Grulla común (Grus grus) LC
- Calamón (Porphyrio porphyrio) LC
- Tarro canelo (Tadorna ferruginea) LC

### Investigación
- Colaboración con Universidades y entidades científicas para estudio de las aves.
- Anillamiento científico
- Educación Ambiental
- Recuperación-Rehabilitación de avifauna
- Centro colector de aves irrecuperables

## Servicios
Se ofrecen visitas guiadas o libres, mesón rural y tienda.